# Semiria
Semiria, monotipski rod  glavočika, otkriven i opisan 1999., godine. Smješten je u podtribus  Liatrinae, dio tribusa Eupatorieae.

## Opis
Semiria uključuje jednu vrstu "malih stabala" (biljke do 1,5 m visine) iz područja Campos Rupestres u Bahji, Brazil. Ističe se po krilatim cipselama koje imaju papus od 5 krhkih režnjica, kao i po spiralno umetnutim listovima.

## Sinonimi
Nema